# レオニード・ポポフ
レオニード・ポポフ（Leonid Ivanovich Popov、1945年8月31日 - ）はソビエト連邦の宇宙飛行士である。
ポポフはウクライナ・ソビエト社会主義共和国キロヴォフラード州オレクサンドリーヤで生まれた。1970年4月27日に宇宙飛行士に選ばれ、ソユーズ35号、ソユーズ40号、ソユーズT-7で機長として飛行し、200日間と14時間45分を宇宙で過ごした。1987年6月13日に引退した。既婚で2人の子供がいる。